# Lardero
Lardero és un municipi de la Rioja, a la regió de la Rioja Mitjana, situat a pocs quilòmetres de la capital, Logronyo. Ha experimentat un gran creixement en els últims anys a l'haver-se convertit en una municipi residencial propera a Logronyo. En els últims anys ha crescut fins a superar els set mil habitants, i les previsions són que d'aquí a cinc anys la població arribi als 15.000 habitants empadronats.
D'acord amb les xifres oficials de l'INE, Lardero va guanyar 546 habitants entre 2005 i 2006, el que representa un creixement d'un 8,7%, que ho situa entre els municipis de la Rioja amb major dinamisme demogràfic. L'activitat principal de Lardero ha estat l'agricultura. No obstant això, a causa del seu creixement, s'ha ajuntat pràcticament amb el seu poble veí, Alberite, al mateix temps que Lardero i Logronyo han quedat units.

## Història
Les restes arqueològiques trobats dintre del seu àmbit territorial ens fan pensar que els primers habitants de la zona van ser pobles centreeuropeus, en concret els cèltics, entre els segles VIII i VI abans de Crist. No obstant això, les primeres cites de la localitat no apareixerien fins al segle xi, sent citat en el fur de Nájera donat pel rei Sanç III de Navarra i confirmat per Alfons VI. Va pertànyer a Logronyo des del segle xiv i va comptar amb el seu primer alcalde en 1645. Va arribar el títol de vila en 1820 i es va independitzar de Logronyo en 1834.